# Grande Réserve sioux

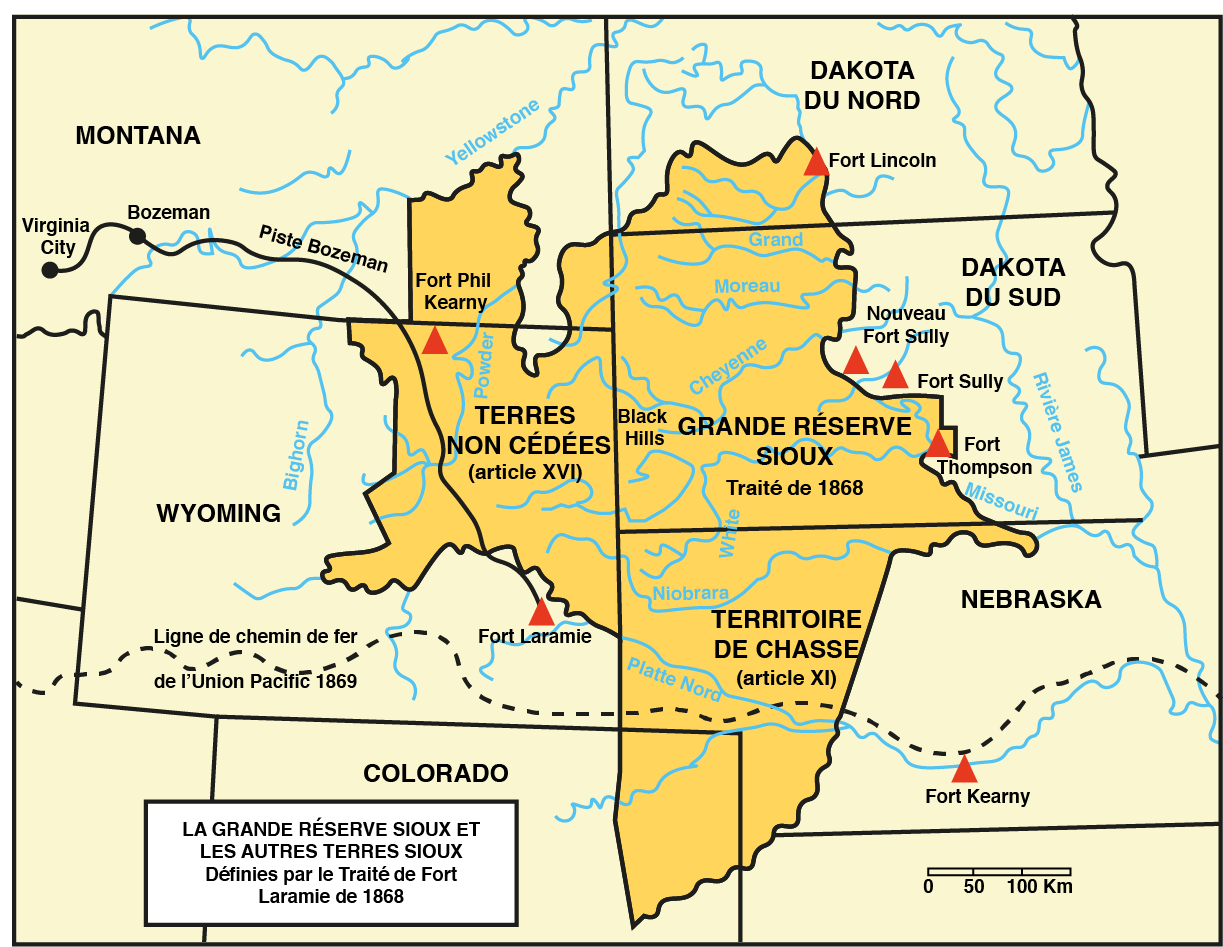
La Grande Réserve sioux définie par le traité de Fort Laramie de 1868.

La Grande Réserve sioux (Great Sioux Reservation en anglais) est une réserve indienne établie en 1868 par le traité de Fort Laramie qui contraint le territoire des tribus Sioux à une partie du Dakota du Sud et du Nebraska. 

## Traité de Fort Laramie
Au milieu des années 1860, le gouvernement des États-Unis met en place une politique afin de rassembler tous les Amérindiens dans des territoires restreints et clairement définis appelés réserves. En 1868, le gouvernement propose un accord aux tribus Sioux (Brûlés, Oglalas, Lakotas, Yanktonnais, Arapahos) qui s’appellera le traité de Fort Laramie. Ce document prévoit entre autres :
- La création d'une réserve englobant toutes les terres du Dakota du Sud se trouvant à l'ouest de la rivière Missouri où aucun colon ne pourra s'installer. Ce territoire est nommé, dès le départ, la Grande Réserve sioux (article II)[2] ;
- Une zone de chasse à l'extérieur de la réserve, dans la zone limitrophe du Nebraska (article XI) et une zone réservée s'étendant dans le Wyoming, le Montana et le Dakota du Nord. Ce territoire n'est pas considéré comme cédé par les tribus amérindiennes (unceded land) et n'a pas le droit d'être colonisé par les Blancs (article XVI)[2] ;
- La construction d'une agence du Bureau des affaires indiennes, d'un moulin à broyer le grain, d'un cabinet d'un médecin, de plusieurs écoles situés sur la réserve Sioux. Toutes ces infrastructures seront gérées par des employés payés par le gouvernement (article IV)[2] ;
- L'organisation de l'attribution de parcelles individuelles aux Amérindiens et l'approvisionnement de vêtements, de couvertures et de rations de nourriture à distribuer à tous les Dakotas et Lakotas vivant dans les limites de la réserve des Sioux (article XIII)[2].

Le traité garantit que toute modification de ce document doit être approuvée par les trois quarts de tous les adultes mâles Sioux (article XII). Au total, c'est un territoire de 101 000 km2 qui est prévu pour les Sioux. En retour, ceux-ci doivent se limiter à cette superficie plus petite que leur territoire originel, ne pas attaquer les colons Blancs, ne pas s'opposer à la construction de lignes de chemin de fer, ni attaquer ces derniers.  
Voyant les forts construits le long de la piste Bozeman être abandonnés, le chef Red Cloud, chef Oglala, signe de bonne foi le traité. Parce qu'ils vivent déjà à l'intérieur ou à proximité des limites de la Réserve sioux, les Lakotas et les Dakotas qui vivent dans le sud-est signent également sans problème le traité de Fort Laramie en 1868. 
Cependant, les trois quarts des Sioux ne signe pas le traité. De nombreux Lakotas vivant au nord de la piste Bozeman — notamment les tribus Hunkpapa et Sihasapa — ne le signent pas non plus. Il y a bien une partie des Hunkpapas, des Sihasapas et des Yanktonais (Nakotas) qui accepte de se déplacer sur la partie nord de la réserve des Sioux. Mais beaucoup refusent comme les Yanktonais dirigés par le chef Two Bears, qui vivent d'élevage sur la rive est du Missouri, refuse de traverser le fleuve pour aller dans la nouvelle réserve. Ceux-ci maintiennent malgré cela une relation amicale avec les agents du Bureau des affaires indiennes. Et il y a surtout Sitting Bull, un Hunkpapa, qui rejette toutes les versions du traité et qui commence à devenir un leader reconnu comme un des seuls à refuser de céder aux instances du gouvernement américain.
Beaucoup de Lakotas refusent de reconnaître le traité de 1868, le jugeant trop défavorable en leur encontre. De plus, le gouvernement ne respecte pas tout de suite les dispositions du traité qui promet la fourniture de rations, de vêtements, et la construction d'écoles. En dépit du traité, toujours plus de Blancs s'installent sur le territoire amérindien. Ces contestataires continuent de vivre dans leurs territoires d'origine se trouvant souvent sur les terres « non cédées » par le traité (voir plus haut l'article XVI), chassent le bison, et maintiennent leurs modes de vie traditionnels.
Mais dans les années 1870, les États-Unis cherchent à mieux faire appliquer le système de réserve et à limiter les Amérindiens à certaines zones pour privilégier les colons. La politique fédérale encourage également les Amérindiens à abandonner leur mode de vie nomade pour une vie sédentaire et agricole. En confinant les Amérindiens dans les réserves, le gouvernement fédéral mène une politique d'assimilation intense. Cela passe par l'abandon forcé du mode vie traditionnel des Amérindiens, par une éducation aux mœurs euro-américaines et également par la christianisation. 
Comme moyen d'encourager la christianisation des Amérindiens, le gouvernement fédéral affecte en 1869 diverses confessions religieuses pour administrer les réserves et créer des écoles pour effectuer la politique « civilisatrices » du gouvernement fédéral.
En parallèle, les Lakotas vivants en dehors de la réserve se plaignent régulièrement de la présence grandissante des Blancs. Sitting Bull accuse le gouvernement fédéral d'ingérence et prévient qu'il défendra son peuple. En réponse le gouvernement bâtit toujours plus de forts afin d'assurer la protection des colons.

## Ruée vers l'or

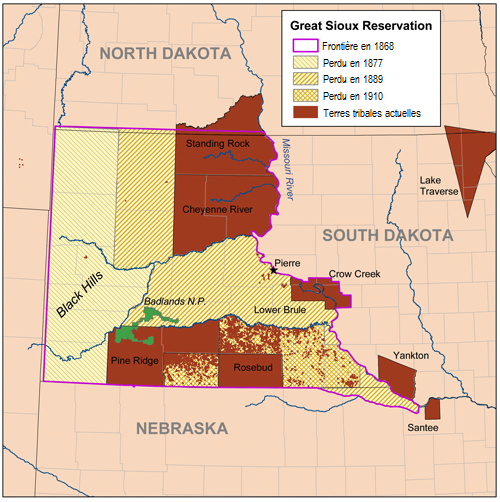
Frontières de la Grande Réserve sioux au cours de l'Histoire.

La violation des terres sioux la plus célèbre est celle de 1874 lors de l'expédition des Black Hills par des géologues et des soldats sous la direction du général George Custer, qui est envoyée par le gouvernement fédéral pour trouver des gisements d'or. Les Sioux protestent vivement contre la violation directe du traité de 1868. Bien que le gouvernement admet que cette expédition est illégale, il justifie l'expédition en déclarant qu'elle n'a seulement pour but d'obtenir des informations sur la richesse minérale des Black Hills. Lorsque la rumeur court qu'il y a de l'or dans les Blacks Hills, c'est une véritable ruée vers l'or dans l'est du Dakota du Sud et de nombreux Blancs pénètrent et s'installent dans la Réserve sioux. Les Amérindiens considèrent cette arrivée massive de colons comme une intrusion et tentent de faire valoir leurs droits. Mais l'intervention de l'armée pour empêcher les colons de s'installer dans la réserve est inefficace. En 1875, les Black Hills sont envahies par les prospecteurs. 
Malgré ces tensions, le gouvernement des États-Unis intensifie sa politique des réserves pour tous les Indiens de l'Ouest. Il désire que tous les Lakotas et tous les Dakotas soient dans les limites de la Grande Réserve sioux. Les Yanktonais dirigés par Two Bears, vivant sur la rive est du Missouri, sont forcés de se déplacer et de traverser la rivière. L'agent fédéral de Standing Rock met en œuvre une politique visant à « civiliser » les Amérindiens en les encourageant à construire des maisons en rondins et de pratiquer une agriculture euro-américaine. 
Le gouvernement fédéral distribue également des rations de nourriture à tous les Amérindiens vivant dans les limites de la réserve des Sioux. Ces rations consistent en de la farine, du saindoux, du bacon, du sucre, du café, et du bœuf. Seuls les Amérindiens vivant sur la réserve peuvent obtenir des rations. Celles-ci sont utilisées comme un moyen de garder les Amérindiens sur la réserve et de les décourager à poursuivre leur mode de vie traditionnel de chasseur. Le gouvernement fédéral distribue aussi des vêtements, des couvertures et du tissu pour les Amérindiens. Cela aussi, est fait pour décourager la poursuite de l'ancien style de vie des Sioux. Néanmoins, les hivers étant rudes et les rations arrivant souvent en retard, les Amérindiens continuent de quitter la réserve pour chasser hors des territoires.

## Bataille de Little Bighorn

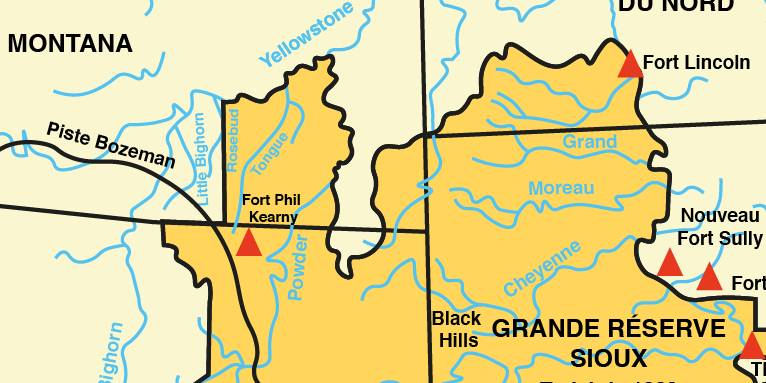
Détail de la carte ci-dessus où l'on voit la zone de conflit entre les Sioux et le général Custer.

Le flot de mineurs dans les Black Hills continue, et le gouvernement fédéral fait peu pour décourager ces intrus. Les Sioux refusent de négocier un autre traité. Alors plutôt que de respecter le traité de Fort Laramie, le gouvernement déclare que plus aucun Amérindien n'est autorisé à séjourner dans les Black Hills et tente de forcer tous les Dakotas et tous les Lakotas vivant entre les Black Hills et la rivière Little Bighorn à revenir dans les limites de la réserve sioux.  
En décembre 1875, la politique du gouvernement se durcit. Les personnes vivant dans des campement d'hiver hors de la réserve reçoivent l'ordre de se présenter à l'agence fédérale la plus proche avant le 31 janvier 1876, sinon ils seraient considérés comme hostiles et l'armée les pourchasserait. 
De nombreux Sioux ne se plient pas au nouveau règlement. En juin 1876, la campagne militaire contre les Sioux devient intense. Sitting Bull et Crazy Horse, un Oglala, sont les leaders du groupe refusant la domination américaine.  

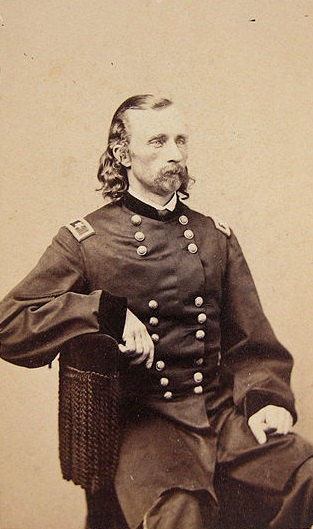
Le général George Custer.

En juin, comme cela est de coutume chez les Sioux, les Dakotas et les Lakotas se réunissent pour chasser et pour procéder à la cérémonie de la danse du soleil. Au cours de la danse du soleil, Sitting Bull dit avoir eu une vision : de nombreux soldats américains morts et une grande victoire amérindienne. 
Quelques jours après la danse du soleil, le 17 juin 1876, le général George Crook attaque les Sioux et les Cheyennes qui campent le long de la rivière Rosebud mais les Amérindiens arrivent à fuir. 
Le 25 juin 1876, George Custer et ses troupes découvrent un grand campement amérindien le long de la rive de Little Bighorn. Custer lance une attaque mais dans cet affrontement terrible de 45 minutes, tous les hommes sous son commandement trouvent la mort. Craignant des représailles après la bataille de Little Bighorn, le camp amérindien se divise et fuit dans plusieurs directions.
Cet évènement va amener de nombreux déplacements de militaires dans la réserve et autour. L'armée traque sans relâche Sitting Bull et ses hommes. Ceux-ci traversent la frontière américano-canadienne en janvier 1877. 
Fin 1876 et début 1877, tous les Amérindiens retournant vivre dans la réserve doivent remettre leurs armes à feu et leurs chevaux à l'armée et tous ceux vivant trop loin des agences fédérales doivent s'en rapprocher afin d'être mieux surveillés. Les Sioux sont dès lors confinés dans la réserve et sont considérés comme des prisonniers de guerre.  

## Perte des Blacks Hills

### Traité non respecté
À la fin de l'été 1876, le gouvernement des États-Unis essaie de récupérer légalement les Black Hills. Bien que les Amérindiens ne soient plus autorisés à y séjourner, le territoire leur appartient toujours selon le traité de Fort Laramie de 1868. Seulement, les trois quarts des hommes Sioux doivent approuver ce changement pour qu'il soit effectif. Le gouvernement fédéral envoie donc des représentants dans chaque tribu pour expliquer leur proposition et obtenir les signatures nécessaires. Mais les Sioux ne sont pas disposés à perdre encore un peu plus de leur territoire. 
Malgré l'absence de voix nécessaire, le Congrès américain ratifie la loi en 1876 et en février 1877, s'empare des Black Hills et annule le droit de chasse sur les terres en dehors de la réserve. Lors de l'audition de l'annexion des Black Hills, Henry Whipple, le président de la commission chargé d'obtenir le consentement des Sioux, déclare : « Je ne connais aucun autre exemple dans l'histoire où une grande nation a si honteusement violé son serment. »

### Une assimilation douloureuse
En 1877, le contrôle des Sioux est dur et inflexible. L'accès aux terrains de chasse est fermement interdit, et sans chevaux ou armes, les Amérindiens sont contraints d'accepter les rations alimentaires du gouvernement et les distributions de vêtements. Le gouvernement encourage l'autosuffisance en imposant l'agriculture, quelque chose de culturellement nouveau pour les Sioux. La sécheresse, les sauterelles, et le sol alcalin font qu'il est presque impossible pour les Amérindiens d'arriver à l'autosuffisance agricole. Les terres indiennes ne sont pas adaptées pour l'agriculture, alors que la plupart des meilleures terres sont réservées aux colons. 
Pourtant, en 1877, à Standing Rock, les Sioux font des progrès vers la « civilisation » (du point de vue du gouvernement Blanc) : ils abandonnent les tipis de peaux pour des cabanes en rondins. Two Bears et John Grass achètent une faucheuse. Les missionnaires catholiques ouvrent une école pour les garçons et une école pour les filles. 
De nombreux Dakotas et Lakotas commencent à penser que l'éducation euro-américaine est bénéfique pour leurs enfants et pour la tribu. Les Amérindiens pensent qu'ils ne pourront plus vivre sans la présence de la culture de l'homme blanc et qu'il est donc important que leurs enfants apprennent l'anglais pour pouvoir communiquer sur un pied d'égalité avec les Blancs. Seulement en parallèle, cette éducation tend à faire disparaitre leurs langues et les valeurs traditionnelles.
Les représentants du gouvernement s'appuient sur un réseau de pensionnats hors de la réserve pour les jeunes Amérindiens. Ces internats sont alors considérés comme la meilleure façon d'éduquer les enfants amérindiens car ils les coupent de leur milieu familial et leur permettent une immersion totale dans la langue anglaise et les valeurs euro-américaines. Beaucoup d'enfants sioux sont placés au Hampton Institute, en Virginie, une des premières écoles nationales d'enseignement supérieur pour des étudiants de couleur, en partie consacrée à l'enseignement agricole. D'autres sont allés à l'école indienne de Carlisle en Pennsylvanie, une école fédérale qui était le prototype des pensionnats amérindiens gérés par le gouvernement. Toutes les écoles, qu'elles soient locales ou distantes, ont pour premier objectif l'assimilation des Amérindiens. L'éducation et l'agriculture sont les clés de la politique fédérale d'assimilation des Amérindiens.  
Pour parachever sa méthode d'assimilation, le gouvernement publie en 1883 un ensemble de pratiques interdites au sein de la réserve. Les pratiques religieuses traditionnelles y sont particulièrement visées. Les Indian Offenses interdisent notamment la danse du soleil, les rites de purification, et bien d'autres rites. 
La sévérité du gouvernement s'accentue encore lorsqu'il interdit toute sortie de la réserve sans autorisation, même pour affaires. À Fort Yates, le poste de traite géré par le gouvernement est divisé par un mur d'un mètre cinquante, avec un côté réservé aux Amérindiens, et l'autre côté aux Blancs. 

## Nouvelle division de la réserve

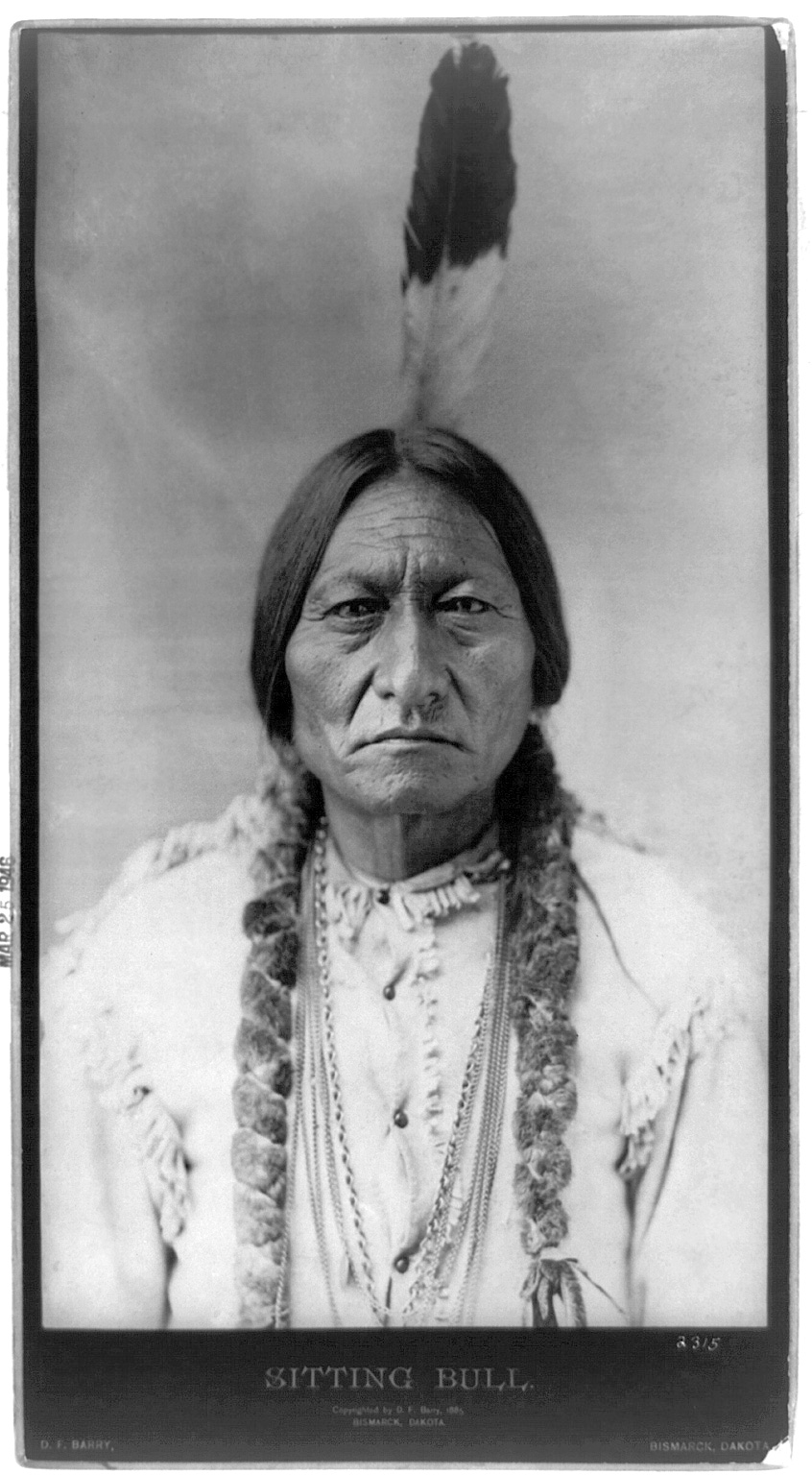
Sitting Bull.

En 1883, Sitting Bull est de retour aux États-Unis en provenance du Canada. Il est arrêté et incarcéré au fort Randall, avant qu'il ne soit retourné à l'agence de Standing Rock en juin 1883.
En 1888, le Dakota du Nord et le Dakota du Sud (qui n'étaient pas encore des États reconnus) préparent leur admission dans l'Union. À cet effet, les Dakotans réclament une réduction de la réserve des Sioux. Ces terres indiennes occupent plus de 110 000 mile2 et toute tentative de réduire la Réserve sioux a échoué à ce jour. La même année, des commissions fédérales visitent les tribus Sioux dans l'objectif d'obtenir l'approbation des Amérindiens au projet de loi qui impliquerait l'éclatement de la grande réserve en plusieurs de plus petite taille. Le gouvernement se trouva face à une forte opposition.
En 1889, le Dakota du Nord et le Dakota du Sud réitèrent leur demande de réduction de la Réserve sioux. Les porte-parole des tribus indiennes, John Grass, Gall et Mad Bear s'opposent une nouvelle fois à ce projet. Sitting Bull, qui n'est pas désigné comme porte-parole officiel, s'y oppose également.
Cependant, sous la pression continue du gouvernement et les menaces d'expropriation manu militari, les trois-quarts des voix exigées furent obtenues. Cela provoqua l'éclatement de la réserve des Sioux en six zones plus petites (Rosebud, Pine Ridge, Cheyenne River, Standing Rock, Crow Creek (en), Yankton et Santee (en)) et a entraîné la perte de 36 400 miles2 de terres. Ce traité engagea l'application du Dawes Act (dislocation des terres communes en parcelles privées attribuées à chaque Amérindien) et ouvrit également la réserve aux Blancs.
En 1889, les Sioux de toutes les nouvelles réserves sont en mauvaise santé, ont faim, et sont témoins du déclin de leur mode de vie tribal. La signature de la loi sur les Sioux (Sioux Bill en anglais) a accentué les malheurs du peuple Sioux et a causé une division nette entre signataires et non-signataires. Sitting Bull critique ouvertement ceux qui ont signé la loi. Il prédit que le gouvernement ne respectera pas ses promesses et que les Amérindiens qui ont signé regretteront de l'avoir fait. Dans ce contexte, la rumeur de la Ghost Dance se répand parmi les Sioux durant l'été et l'automne 1889.

## Résistance armée

### Ghost Danceet mort de Sitting Bull

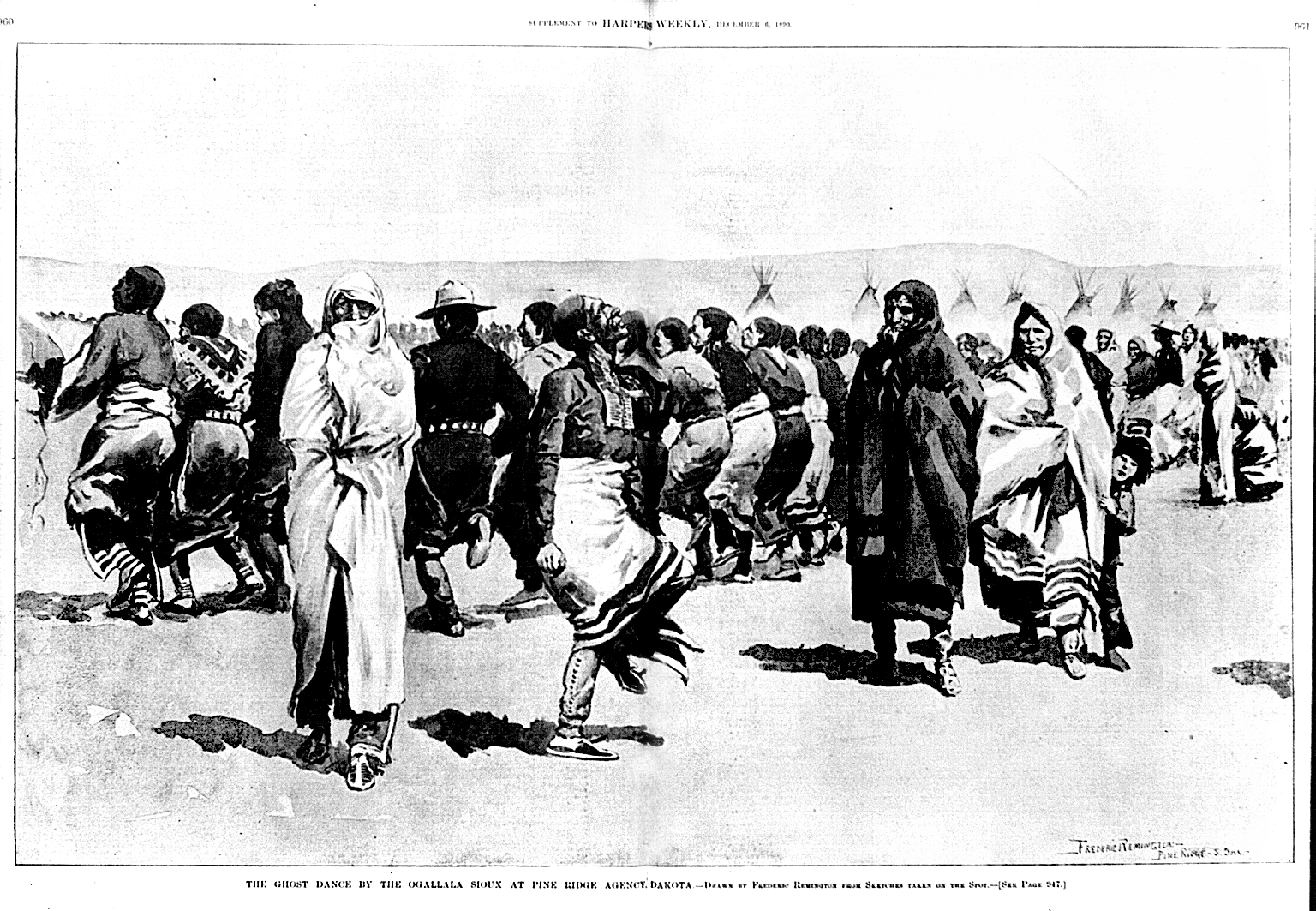
Ghost Dance à Pine Ridge.

La Ghost Dance (ou Danse des Esprits) est un mouvement religieux pan-tribal provenant de la vision d'un homme nommé Wovoka. La Ghost Dance repose sur un fondement chrétien adapté aux traditions tribales. Cette nouvelle religion ne fait pas partie des traditions spirituelles des Lakotas ni des Dakotas, mais elle les intéresse tout particulièrement car elle promet un nouvel âge d'or amérindien. Certains Sioux, principalement dans les réserves de Rosebud, de Pine Ridge, de Cheyenne River et de Standing Rock, sont de grands adeptes de la Danse des Esprits. 
Cette religion n'est pas appréciée des agents des réserves qui la considèrent comme une contestation de la domination blanche sur la culture amérindienne. Les cérémonies sont menées à l'insu des agents car elles sont interdites dans les réserves. En 1890, l'agent de la réserve de Standing Rock, le major James McLaughlin, tente de faire arrêter Sitting Bull pour trouble à l'ordre public sous prétexte qu'il participe à ces cérémonies. En réalité, bien que quelques-uns de ses proches ont participé à des Ghost Dances, Sitting Bull n'a jamais pris part à cette cérémonie. On suggère que le réel but d'arrêter le chef Hunkpapa viendrait de son refus de participer au Dawes Act et de continuer à vivre de façon traditionnelle.
Toujours est-il que son arrestation se termina tragiquement. Sitting Bull résista et trouva la mort dans la bagarre. Après sa mort, son clan se dispersa, rejoignant soit la réserve cheyenne ou bien retrouvant la tribu de Big Foot qui trouvera la mort lui aussi avec 300 hommes, femmes et enfant à Wounded Knee.
Après la mort de Sitting Bull et les troubles à Wounded Knee, les Amérindiens de Standing Rock sont découragés. Ils plantent de petits jardins, élèvent du bétail, et commencent à s'installer sur de petites parcelles de terre individuelles comme le propose le Dawes Act. Seulement, un grand nombre d'affectations officielles n'ont pas été faites jusqu'en 1906.

## XXesiècle

### Poursuite de l'assimilation
Comme toujours, l'agriculture est problématique dans les Grandes Plaines. Les agriculteurs de Standing Rock sont victimes de la sécheresse, des sauterelles et de la pauvreté de la terre. Les enfants continuent à aller dans des pensionnats en dehors des réserves. Les parents qui s'opposent à l'envoi de leurs enfants dans ces pensionnats sont traités durement. Souvent, on leur supprime les approvisionnements de nourriture et les pères sont parfois emprisonnés jusqu'à ce qu'ils cèdent et mettent leurs enfants à l'école. Les enfants envoyés dans les écoles ne peuvent pas voir leurs parents de septembre jusqu'au printemps. 
Les pensionnats durcissent leurs méthodes. La discipline y est stricte, et beaucoup d'enfants meurent de dépression ou de maladie. Le capitaine Pratt, fondateur de la Carlisle Indian School, le prototype des écoles indiennes fédérales, à lui-même écrit un jour ces mots restés dans l'Histoire : « Il n'y a de bon Indien qu'un Indien mort. Laissez-nous par l'éducation et un patient effort tuer l'Indien et sauver l'homme. »

### Citoyenneté
En 1917, lors de l'entrée en guerre des États-Unis dans la Première Guerre mondiale, les Sioux, comme de nombreuses autres tribus amérindiennes, sont enrôlés dans les forces armées. Pourtant la plupart des Amérindiens ne sont pas reconnus comme citoyens américains. Cet événement va créer un nouveau sentiment de fierté de la part des Amérindiens. Lorsque les soldats rentrent chez eux, leur peuple les accueille comme des guerriers traditionnels et chaque communauté honore ses hommes avec des danses de victoire et des chansons. En outre, les communautés amérindiennes ont appuyé l'effort de guerre par l'achat d'obligations et des dons à la Croix-Rouge. En 1919, en reconnaissance pour les services rendus lors de la Première Guerre mondiale, tous les Amérindiens qui ont servi dans les forces armées obtiennent la citoyenneté américaine. En 1924, tous les Amérindiens restants sont également faits citoyens.
Dans les années 1920, un certain nombre de Dakotas et de Lakotas élèvent du bétail, mais en raison de problèmes avec la subdivision des allocations en cas de décès de l'allocataire d'origine, de nombreux héritiers ont été obligés de louer leurs petites exploitations aux éleveurs locaux. À la fin des années 1920, les terres des réserves sioux sont dangereusement surexploitées. Une grave sécheresse cause une mauvaise récolte générale. L'élevage est anéanti et la terre est sévèrement érodée. Les terres autrefois luxuriantes et abondantes des plaines, après 50 ans de gestion fédérale, sont arides et désolées. La Grande Dépression force certains Sioux à vendre leurs parcelles pour survivre, et beaucoup sont à nouveau contraint d'accepter des rations ou de mourir de faim.

## Indian Reorganization Act
Dans les années 1930, le New Deal du président Franklin D. Roosevelt, avec ses programmes de travaux publics et des projets de conservation est étendu aux réserves indiennes. Pour les Sioux, ce programme permet la survie du peuple sur son territoire. De nombreux projets de travaux publics sont entrepris sur la réserve. Entre 1933 et 1936, l'Indian Civil Conservation Corps creuse des puits, plante des clôtures, plante des jardins, construit des routes, et établit un programme communautaire d'élevage. Toutefois, le Bureau des affaires indiennes contrôle les ventes et de nombreuses familles perdent de l'argent puisque les bovins sont vendus en dessous de leur valeur marchande. 
Malgré tout, l'état d'esprit change. En 1934, le Commissaire aux affaires indiennes, John Collier, propose de modifier la façon dont le gouvernement américain traite les tribus amérindiennes à travers le Indian Reorganization Act (IRA). Entre autres, Collier propose la reconnaissance formelle des conseils tribaux présents sur les réserves. Les tribus ont le choix de se réorganiser sous une forme de gouvernement qui, au moins en théorie, donne aux tribus une plus grande autonomie. Malheureusement, la plupart des articles de l'IRA ont été rédigés à Washington sans avoir été présentés auparavant aux tribus. L'IRA imite plus la forme de gouvernance des comtés américains que la véritable façon de gouverner des Amérindiens. Dans l'IRA, le principe de majorité remplace le consensus qui est la façon dont les Dakotas et les Lakotas prennent leurs décisions. En plus le Bureau des affaires indiennes se réserve le droit d'approuver ou de désapprouver toutes les décisions prises par les conseils tribaux. Pour encourager l'acceptation de ce modèle, le gouvernement a accordé des prêts renouvelables aux tribus signataires.
En pensant que l'IRA limiterait la souveraineté de la tribu, les Sioux de Standing Rock n'ont pas choisi de réorganiser leur système de gouvernance. En 1914, le conseil tribal a adopté une forme de gouvernement constitutionnel qui a plus d'autorité au niveau local que ne peut leur offrir l'IRA. Au fil du temps, les Sioux de Standing Rock ont révisé leur constitution. Aujourd'hui la réserve est régie par un conseil tribal élu par les huit districts qui la composent.
En 1948, le Corps du génie de l'armée des États-Unis commence la construction du barrage d'Oahe. Malgré l'opposition intense du conseil tribal Sioux de Standing Rock, 650 m2 de pâturages et de terres agricoles ont été inondées, et 25 % de la population de la réserve a été forcée de se déplacer vers d'autres parties du territoire. L'impact sur la réserve a été significatif tant en termes économiques que psychologiques.

## Époque contemporaine

### Renouveau

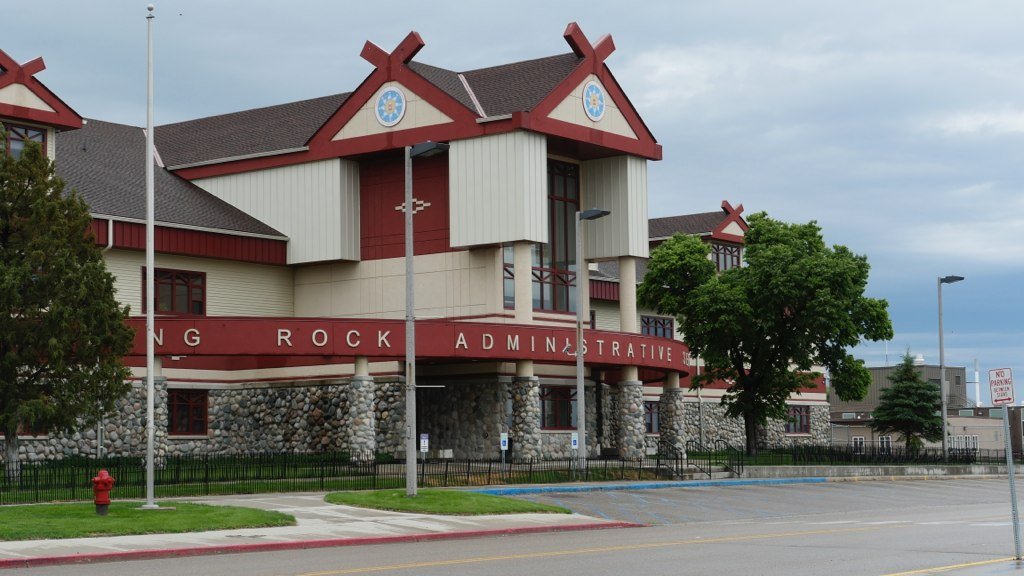
Bureau administratif de Standing Rock.

Depuis 1996 et le passage de la loi publique 93-638 sur l'auto-détermination des Amérindiens et l'assistance à l'éducation, les gouvernements tribaux ont été autorisés par le gouvernement fédéral à assumer un plus grand contrôle dans la gestion de leurs réserves et le Bureau des affaires indiennes assure un rôle plus consultatif qu'avant. Avec la loi sur l'autodétermination, les tribus peuvent emprunter pour créer des programmes et des services qui étaient auparavant gérés par le Bureau des affaires indiennes. À Standing Rock, la tribu a pris le contrôle sur de nombreuses opérations, y compris dans les secteurs des services sociaux, de l'enseignement supérieur et des programmes de gestion des terres.
La tribu sioux de Standing Rock cherche à assumer progressivement la gestion de la plupart des programmes de la réserve, y compris les écoles. La tribu réfléchit également à un plus grande développement économique de la réserve. Les programmes tribaux qui reflètent les besoins et les préoccupations locales ne sont plus en conflit avec les valeurs culturelles traditionnelles des Dakotas et des Lakotas comme ont pu l'être par le passé les directives gouvernementales.

## Démographie
| Années | Standing Rock | Standing Rock      | Dakota du Nord | Dakota du Nord     | Dakota du Sud | Dakota du Sud      |
| Années | Population    | Taux de croissance | Population     | Taux de croissance | Population    | Taux de croissance |
| ------ | ------------- | ------------------ | -------------- | ------------------ | ------------- | ------------------ |
| 1900   |               |                    | 319 146        |                    | 401 570       |                    |
| 1910   | 2 929         |                    | 577 056        | 80,8 %             | 583 888       | 45,4 %             |
| 1920   | 10 557        | 260,4 %            | 646 872        | 12,1 %             | 636 547       | 9 %                |
| 1930   | 14 222        | 34,7 %             | 680 845        | 5,3 %              | 692 849       | 8,8 %              |
| 1940   | 11 174        | −21,4 %            | 641 935        | −5,7 %             | 642 961       | −7,2 %             |
| 1950   | 9 864         | −11,7 %            | 619 636        | −3,5 %             | 652 740       | −1,5 %             |
| 1960   | 9 460         | −4,1 %             | 632 446        | 2,1 %              | 680 514       | 4,3 %              |
| 1970   | 8 626         | −8,8 %             | 617 761        | −2,3 %             | 665 507       | −2,2 %             |
| 1980   | 8 816         | 2,2 %              | 652 717        | 5,7 %              | 690 768       | 3,8 %              |
| 1990   | 7 956         | −9,8 %             | 638 800        | −2,1 %             | 696 004       | 0,8 %              |
| 2000   | 8 225         | 3,4 %              | 642 200        | 0,5 %              | 754 844       | 8,5 %              |
| 2002   | 8 508         | 3,4 %              | 634 110        | −13 %              | 761 083       | 0,8 %              |